# Ядерная подкритическая установка «Источник нейтронов»
Ядерная подкритическая установка «Источник нейтронов» (ЯПУ «Источник нейтронов»), полное название — Ядерная подкритическая установка «Источник нейтронов, основанный на подкритическом сборнике, управляемом линейным ускорителем электронов») — научно-исследовательская установка, управляемый ускорителем подкритический реактор, предназначенный для работы в качестве источника нейтронов в центре «Харьковский физико-технический институт». Предназначена для изготовления медицинских радионуклидов, исследования свойств подкритических систем, исследования материалов и других научных экспериментов.

## Характеристики
ЯПУ «Источник нейтронов» состоит из следующих элементов:
- подкритическая сборка на тепловых нейтронах;
- линейный ускоритель электронов;
- нейтронообразующая мишень, расположенная внутри активной зоны подкритической сборки[2]

Генерация нейтронов в ЯПУ «Источник нейтронов» осуществляется за счёт размножения нейтронов, возникающих в результате фотоядерных реакций при ваимодействии высокоэнергетических электронов с тяжёлыми ядрами мишени из природного урана или вольфрама, в активной зоне, составленной из топливных сборок.
В качестве ядерного топлива ЯПУ «Источник нейтронов» планировалось использовать односекционные топливные сборки типа ВВР-M2 с обогащением 19,7 % по изотопу 235U.
Линейный ускоритель электронов обеспечивает пучок электронов с энергией 100 МэВ и средним током 1 мА, мощность 100 кВт в пучке.

## История
ЯПУ «Источник нейтронов» создана на базе Национального научного центра «Харьковский физико-технический институт» в соответствии с договоренностями Вашингтонского саммита, изложенными в Совместном заявлении Президентов Украины и США в апреле 2010 года, и «Меморандума о взаимопонимании между Правительством Украины и Правительством Соединения Америки по сотрудничеству по вопросам ядерной безопасности», подписанного 26 сентября 2011 года. Создание ЯПУ «Источник нейтронов» выполнено за счет финансовой помощи Соединенных Штатов Америки в качестве компенсации за вывоз с территории Украины в Российскую Федерацию высокообогащенных ядерных материалов. Реализация проекта по созданию ЯПУ «Источник нейтронов» осуществлена при поддержке Аргонской национальной лаборатории США.
27 мая 2013 года постановлением Кабинета министров Украины утверждён проект ЯПУ «Источник нейтронов».
В 2014 года реализация проекта постройки ЯПУ «Источник нейтронов» перешла в финальную стадию — на площадке установки завершены все строительные работы, осуществляется монтаж, выполняются пусконаладочные работы с основным оборудованием, происходит подготовка к заключительному этапу ввода установки в эксплуатацию.
6 октября 2021 года завершена загрузка 37 топливных сборок и осуществлён физический пуск ядерной подкритической установки «Источник нейтронов».

### Российско-украинская война
24 февраля 2022 года в связи с началом широкомасштабного вторжения России в Украину оперативным персоналом ЯПУ «Источник нейтронов» установка была переведена в глубокое подкритическое состояние. 6 марта 2022 под обстрелы попало здание ЯПУ «Источник нейтронов». Разрушена электроподстанция, повреждены электрические кабели кондиционеров системы охлаждения клистронной галереи линейного ускорителя электронов, повреждена теплотрасса, выбиты окна в здании насосной и градирен, в лаборатории изотопов. В ходе осмотра 22-23 марта 2022 года промышленной площадки ЯПУ «Источник нейтронов» персонал обнаружил предмет, предварительно квалифицированный как неразорвавшийся реактивный снаряд РСЗО 9К58 «Смерч».
25 июня 2022 года ЯПУ «Источник нейтронов» снова была обстреляна российскими войсками. В результате предварительного осмотра площадки установлен факт причинения дополнительного ущерба зданиям и инфраструктуре промышленной площадки, в частности, повреждены:
- северная стена пристройки ускорителя к экспериментальному залу установки;
- вентиляционные каналы системы специальной вентиляции;
- вентиляционная труба основного здания установки;
- система охлаждения клистронной галереи ускорителя;
- корпуса дизель-генераторов системы аварийного электропитания;
- обшивка основного строения установки[9].

В результате измерения переносным дозиметром установлено, что радиационный фон в экспериментальном зале здания ЯПУ «Источник нейтронов» в пределах нормы.